# Raúl Martínez
Raúl Ascención Martínez Rodríguez (ur. 1 kwietnia 1987 w Xochitlán) – meksykański piłkarz występujący na pozycji defensywnego pomocnika.

## Kariera klubowa
Martínez jest wychowankiem zespołu CF Pachuca. Do seniorskiej drużyny został włączony w wieku 18 lat przez szkoleniowca José Luisa Trejo. W meksykańskiej Primera División zadebiutował 30 lipca 2005 w wygranym 2:1 spotkaniu z Monterrey. Rozgrywki 2005/2006 i 2006/2007 spędził na wypożyczeniu w drugoligowej filii Pachuki, Indios de Ciudad Juárez. W sezonie Clausura 2007, wywalczył z Pachucą pierwsze mistrzostwo Meksyku. Później odnosił z zespołem także inne sukcesy, takie jak wicemistrzostwo kraju w sezonie Clausura 2009, zwycięstwo w Lidze Mistrzów CONCACAF w rozgrywkach 2009/2010 czy udział w Klubowych Mistrzostwach Świata, jednak pozostawał rezerwowym graczem Pachuki.
Wiosną 2012 Martínez na zasadzie wypożyczenia zasilił drugoligowy Club León.
| Sezon     | Klub                    | Kraj   | Rozgrywki        | Mecze | Bramki |
| --------- | ----------------------- | ------ | ---------------- | ----- | ------ |
| 2005/2006 | CF Pachuca              | Meksyk | Primera División | 5     | 0      |
| 2005/2006 | Indios de Ciudad Juárez | Meksyk | Liga de Ascenso  | 18    | 1      |
| 2006/2007 | Indios de Ciudad Juárez | Meksyk | Liga de Ascenso  | 21    | 0      |
| 2006/2007 | CF Pachuca              | Meksyk | Primera División | 1     | 0      |
| 2007/2008 | CF Pachuca              | Meksyk | Primera División | 5     | 0      |
| 2008/2009 | CF Pachuca              | Meksyk | Primera División | 2     | 0      |
| 2009/2010 | CF Pachuca              | Meksyk | Primera División | 11    | 0      |
| 2010/2011 | CF Pachuca              | Meksyk | Primera División | 18    | 0      |
| 2011/2012 | CF Pachuca              | Meksyk | Primera División | 4     | 0      |
| 2011/2012 | Club León               | Meksyk | Liga de Ascenso  |       |        |

## Kariera reprezentacyjna
W 2007 roku Martínez znalazł się w składzie meksykańskej reprezentacji U-23 na Igrzyska Panamerykańskie. W tych rozgrywkach był podstawowym graczem kadry narodowej i wystąpił w pięciu meczach, zdobywając z zespołem brązowy medal na turnieju piłkarskim.